# Suspension of Disbelief
Pour plus de détails, voir Fiche technique et Distribution.
Suspension of Disbelief est un thriller britannique coproduit, écrit et réalisé par Mike Figgis, sorti en 2013. 

## Synopsis
Un scénariste (Koch) est obsédé par la mort d'une jeune femme (Verbeek)…

## Fiche technique
- Titre original : Suspension of Disbelief
- Titre français :
- Titre québécois :
- Réalisation : Mike Figgis
- Scénario : Mike Figgis
- Direction artistique :
- Décors :
- Costumes : Oliver Garcia et Sandy Powell
- Montage :
- Musique :
- Photographie :
- Son :
- Production : Vito Di Rosa
- Sociétés de production : Red Mullet, Sosho Production et Suspension
- Sociétés de distribution :
- Pays d’origine :  Royaume-Uni
- Budget :
- Langue : Anglais
- Durée :
- Format : Couleurs - 35 mm - 1.85:1 -  Son Dolby numérique
- Genre : Thriller
- Dates de sortie
- Italie : novembre 2012 (festival international du film de Rome)

## Distribution
- Sebastian Koch : Martin
- Lotte Verbeek : Thérèse/Angélique
- Emilia Fox : Claire Jones
- Rebecca Night : Sarah
- Eoin Macken : Greg
- Lachlan Nieboer : Dominic
- Frances de la Tour : Nesta
- Julian Sands : l'inspecteur Hackett
- Kenneth Cranham : Bullock